# Джамель Тлемчані
Джамель Тлемчані (араб. جمال تلمسانی, нар. 16 квітня 1955, Медеа) — алжирський футболіст, що грав на позиції півзахисника.
Виступав, зокрема, за клуби «Реймс», «Ренн» та «Лор'ян», а також національну збірну Алжиру.

## Клубна кар'єра
Розпочав грати у футбол на батьківщині у клубі «Белуїздад», з яким за підсумком сезону 1977/78 став володарем Кубка Алжиру.
У 1979 році перейшов у французький «Реймс» з Дивізіону 2, в якому провів три сезони, взявши участь у 75 матчах чемпіонату. Більшість часу, проведеного у складі «Реймса», був основним гравцем команди і одним з головних бомбардирів команди, маючи середню результативність на рівні 0,41 голу за гру першості.
З 1979 року грав за вищолігові французькі клуби «Руан» та «Тулон», а у сезоні 1985/86 виступав за швейцарський «Ла Шо-де-Фон».
В подальшому грав за нижчолігові французькі клуби «Кемпер», «Ренн», «Вількрен» та «Лор'ян», виступами за останній з яких Джамель завершив професійну кар'єру футболіста виступами у 1990 році.

## Виступи за збірну
У складі національної збірної Алжиру був учасником чемпіонату світу 1982 року в Іспанії. Також у її складі став півфіналістом Кубка африканських націй 1982 року.

## Титули і досягнення
- Володар Кубка Алжиру: 1977/78